# 폴 파페

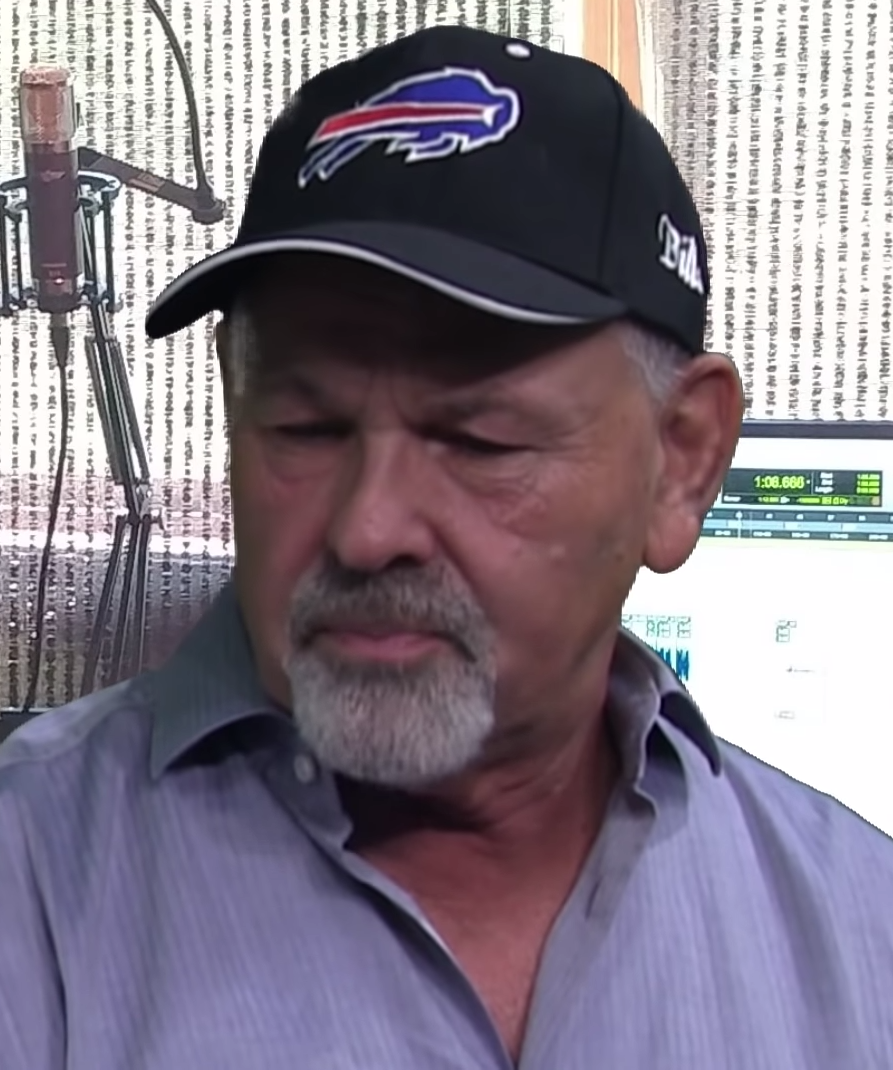

폴 페이프(Paul Pape, 영어 발음: /peɪp/, 1952년 7월 17일 ~ )는 미국의 배우이다.
로체스터에서 태어났다.

## 영화
- 겨울왕국 (2013년)
- 주먹왕 랄프 (2012년) - 추가음성 역
- 라푼젤 (2010년)
- 신부들의 전쟁 (2009년) - 추가 목소리 역
- 볼트 (2008년)
- 치킨 리틀 (2005년)
- 차이나 - 팬더 어드벤처 (2001년)
- 샌드맨 (1998년)
- 성룡의 폴리스 스토리4 (1996년)
- 인사이드 에지 (1993년)
- 특명 24시 (1988년)
- 토요일 밤의 열기 (1977년) - 더블 J. 역